# Pangrapta albipuncta
Pangrapta albipuncta är en fjärilsart som beskrevs av M.Gaede 1940. Pangrapta albipuncta ingår i släktet Pangrapta och familjen nattflyn. Inga underarter finns listade i Catalogue of Life.